# اولنا هریتسوک
اولنا هریتسوک (اوکراینی: Олена Грицюк؛ زادهٔ ۲ آوریل ۱۹۷۰) ورزشکار ورزش شنا اهل اوکراین است.